# Valeri Korzoen
Valeri Grigorjevitsj Korzoen (Russisch: Валерий Григорьевич Корзун) (Krasny Soelin, 5 maart 1953) is een Russisch voormalig ruimtevaarder. Korzoen’s eerste ruimtevlucht was Sojoez TM-24 met een Sojoez-ruimtevaartuig en vond plaats op 17 augustus 1996. Het was de zevenentwintigste expeditie naar het ruimtestation Mir  en de vierentwintigste van het Sojoez-programma.
In totaal heeft Korzoen twee ruimtevluchten op zijn naam staan, waaronder een missie naar het Internationaal ruimtestation ISS. Tijdens zijn missies maakte hij vier ruimtewandelingen. In 2003 ging hij als kosmonaut met pensioen. 